# Bayview–Hunters Point (San Francisco)
Pour les articles homonymes, voir Bayview.
Bayview–Hunters Point désignent deux quartiers sud-est de San Francisco en Californie. Ces quartiers s'étendent le long de la 3e Rue au sud d'Evans Avenue, Bayview à l'ouest du quartier d'Hunter Point. Il s'agit de deux quartiers occupés par une importante communauté afro-Américaine.